# Robert Tait McKenzie
Robert Tait McKenzie, también escrito a veces MacKenzie, (Almonte, Canadá, 26 de mayo de 1867-Filadelfia, Estados Unidos, 28 de abril de 1938) fue un médico, escultor, atleta y scouter canadiense. Estudió Medicina en la Universidad McGill de Montreal, donde trabajó después como profesor desde 1894. En 1904, se trasladó a la Universidad de Pennsilvania. En los años 1930 regresó a su condado de nacimiento, retirándose al Mill of Kintail en Almonte (Ontario).
Fue pionero de los programas de educación física en Canadá. Durante la Primera Guerra Mundial, los métodos que utilizó para la rehabilitación de soldados heridos constituyeron los fundamentos de la moderna fisioterapia.

## Biografía
McKenzie nació el 26 de mayo de 1867 en el pueblo de Almonte (hoy en día parte de Mississippi Mills), en el condado de Lanark (Ontario). Un amigo de su infancia fue James Naismith, el inventor del baloncesto, con quien estudió en la Universidad McGill. De niño McKenzie no se sintió atraído por el atletismo. Se consideraba un chico sensible y delicado que disfrutaba con las novelas de Walter Scott y de James Fenimore Cooper.

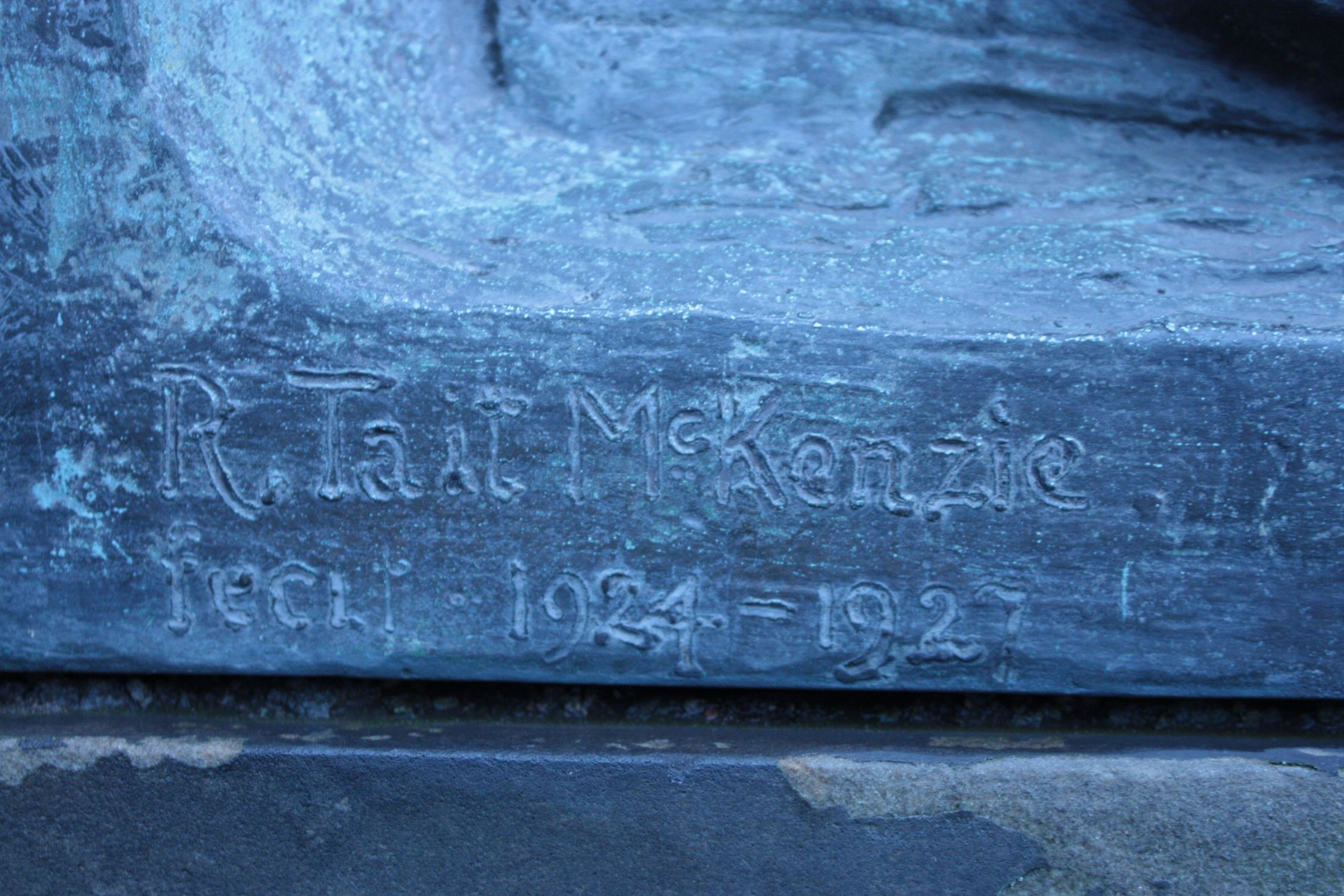
Firma de Robert Tait McKenzie en «The Call».

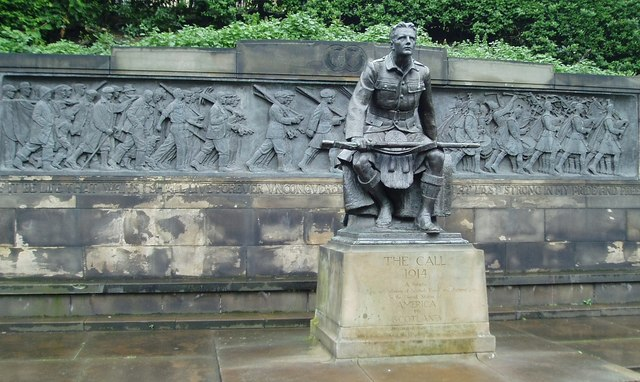
Scottish American War Memorial (1927), Edimburgo, Escocia.

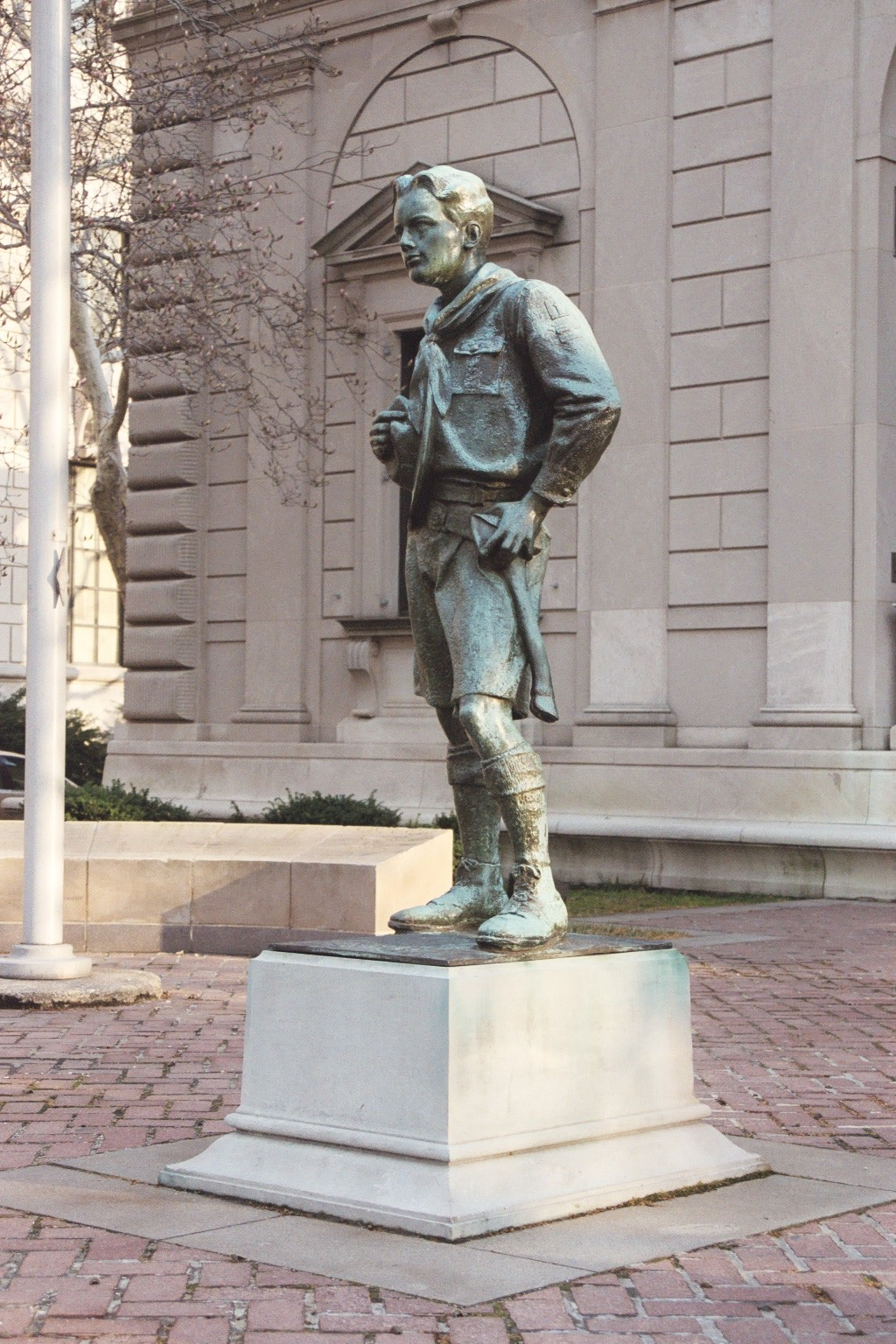
El Scout Ideal (1937), Filadelfia, Pensilvania.

### Universidad McGill
Esta actitud cambió durante sus años en la Universidad McGill, en la que se matriculó en 1885, donde se aficionó al atletismo, a los deportes y a la actividad física. McKenzie practicaba acrobacias y gimnasia, estableció un récord salto de altura de cinco pies y nueve pulgadas (1,75 m), corría vallas, boxeaba, jugaba al fútbol americano y era miembro del equipo del juego de la soga. En 1889, ganó la medalla de oro Wickstead de gimnasia.  McKenzie se dedicó a deportes que no solo requerían fuerza o resistencia sino también habilidad, coordinación y entrenamiento. Durante su último año en McGill McKenzie fue médico residente en el Hospital universitario.  Se licenció en 1892 como Medicinæ Doctorem et Chirurgiæ Magistrum y realizó la residencia en el Hospital General de Montreal.
En 1890, su amigo de la infancia James Naismith ocupó la plaza de director de educación física que había quedado vacante en McGill tras el fallecimiento de Frederick Barnjum. Naismith nombró a McKenzie su asistente durante ese curso y, al siguiente, debido a su traslado a los Estados Unidos, McKenzie le sustituyó como director.
Tras graduarse, McKenzie adquirió experiencia como médico y cirujano, abrió su propia consulta y fue profesor de anatomía en la Universidad McGill. Pronto se convenció de la necesidad de una medicina preventiva. Creía que el entrenamiento y la preparación prevendría la enfermedad, el deterioro físico y los accidentes, así que desarrolló un programa de ejercicio físico. En 1894, en un artículo sobre el papel de la educación física en las Universidades, se mostró firmemente convencido de que los beneficios del entrenamiento no solo redundaban en favor de los atletas, sino que se extendían también para aquellos que presentaban problemas físicos o de salud que los alejaban de deportes como el fútbol o el hockey. Las diferencias individuales debían ser tenidas en cuenta y los programas de actividad física debían satisfacer las necesidades de todos los alumnos, sin importar su grado o nivel de habilidad para un deporte específico.
En 1894, trabajó como médico de familia personal del gobernador general de Canadá, John Hamilton-Gordon. Se alojó durante quince meses en la residencia del gobernador, donde trabó conocimiento con varias figuras políticas del momento.
En aquella época, McKenzie propuso a la Universidad la creación de un departamento y una facultad de educación física, pero McGill denegó la solicitud aduciendo falta de dinero. Más adelante, en 1898, la Universidad le nombró Medical Director of Physical Training, siendo el primero en la historia con tal cargo en una universidad canadiense. Estableció programas específicos para tres categorías de estudiantes: atléticos, sedentarios y «ratones de biblioteca», y la facultad le permitió realizar exámenes físicos a los nuevos alumnos.
Además de cumplir con sus obligaciones en la Universidad y atender su consulta en Montreal, McKenzie aún disponía de tiempo para dedicarse al arte. Se aficionó a las acuarelas y siempre llevaba en su bolsillo un cuaderno pequeño en el que garabatear el esbozo de lo que le llamaba la atención. Su interés por la escultura fue el resultado de su amplio conocimiento de la anatomía humana, de su deseo de representar el atletismo artísticamente y de la necesidad de superar las limitaciones que las formas artísticas de dos dimensiones imponían a la fiel reproducción de la musculatura.
Comenzó con una serie de máscaras expresivas a las que llamó Violent Effort, Breathlessness, Fatigue and Exhaustion ('Esfuerzo violento, Sin respiración, Fatiga y Agotamiento'). Para realizarlas, estudió el comportamiento de los músculos faciales en situación de esfuerzo físico y tensión emocional. Con el resultado de esta investigación publicó en 1905 el artículo The Facial Expression of Violent Effort, Breathlessness and Fatigue en la revista científica londinense Journal of Anatomy and Physiology in London.
Su primera escultura completa fue The Sprinter ('El velocista'). Para su ejecución midió y estudió con detalle las extremidades y los torsos de numerosos atletas. The Sprinter fue la segunda de una serie de más de doscientas obras escultóricas de figuras atléticas, marciales, bustos, máscaras, frisos y medallones repartidas por Canadá, Estados Unidos, Inglaterra y Escocia. Su trabajo como escultor le abrió las puertas de la Royal Canadian Academy of Arts.

### Universidad de Pensilvania
En 1904, la Universidad de Pensilvania en Filadelfia le ofreció un puesto permanente en la Facultad y la posibilidad de utilizar el gimnasio, el campo de fútbol, las pistas de atletismo y otras instalaciones deportivas de reciente construcción. Su cargo de Director del Departamento de Educación Física le ofreció la oportunidad de desarrollar, comprobar y mejorar sus teorías sobre la salud y el atletismo.

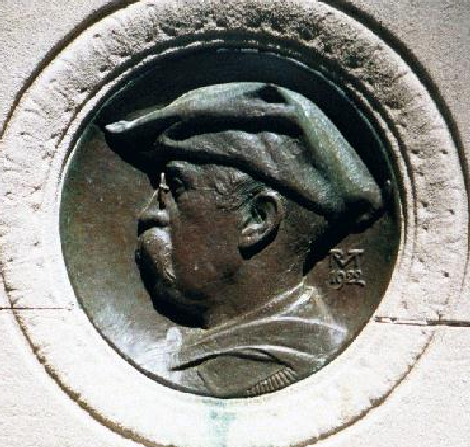
Busto en relieve de J. William White (1919), Rittenhouse Square, Filadelfia, Pensilvania.

En 1907, McKenzie, en un viaje a Europa, conoció a Ethel O'Neil, pianista y poeta, natural de Hamilton, Ontario. En ese mismo año contrajeron matrimonio.
Aficionado y espectador de los juegos olímpicos, McKenzie expuso a menudo sus obras en los concursos artísticos que se celebraban con ocasión de dichas citas deportivas.  Para las Olimpiadas de 1912 en Estocolmo, el Comité Olímpico Estadounidense le encargó un medallón conmemorativo.  El resultado fue una de sus obras más famosas: Joy of Effort.
En 1915, tras el estallido de la Primera Guerra Mundial, McKenzie se dirigió al Reino Unido para alistarse en el Ejército canadiense, pero un retraso burocrático le guio al Royal Army Medical Corps donde pudo ofrecer sus servicios como médico y cirujano. Entró como teniente y, tiempo después, fue ascendido a mayor. Cuando se incorporó, fue enviado a un curso sobre educación física. Cuando los profesores se dieron cuenta de que era el autor de los libros de texto que utilizaban habitualmente le asignaron la tarea de inspeccionar los campos de entrenamiento y los hospitales.
Una vez completada la organización de los campos de entrenamiento, estuvo seis meses trabajando en los centros de atención ortopédica, a cargo de los heridos y mutilados de guerra, y diseñando prótesis específicas adaptadas a las necesidades de cada lesión. También dedicó buena parte de su tiempo a trabajar con el cirujano plástico William Clark en la rehabilitación de soldados cuyas caras habían quedado desfiguradas.
Al finalizar su licencia de dieciocho meses, McKenzie regresó a la Universidad de Pensilvania a principios de 1917. Esa primavera, a petición de la Comisión de Hospitales Militares canadiense, llevó a cabo una inspección de sus centros de convalecencia y proporcionó su ayuda en la planificación de equipamientos necesarios para la rehabilitación de los heridos. A mediados de 1917, Estados Unidos entró en guerra y McKenzie recibió una invitación para viajar a Washington, donde fue consultado sobre el diseño del equipamiento terapéutico en el Walter Reed Hospital. En julio de 1918, en Nueva York, pronunció el discurso de inauguración de una clínica de rehabilitación para cuya construcción se tuvieron en cuenta buena parte de sus ideas y recomendaciones, la Clinic for the Functional Reeducation of Soldiers, Sailors, and Civilians.

## Principales obras
- Benjamin Franklin en 1723 (1910–14), Universidad de Pennsilvania, Filadelfia, Estados Unidos. Existen copias en la Universidad de Carolina del Norte en Chapel Hill, Biblioteca Pública de Filadelfia y Brookgreen Gardens, Carolina del Sur.
- J. William White Memorial Drinking Fountain (1919–21), Rittenhouse Square, Filadelfia.
- Reverend George Whitefield (1914–19), Universidad de Pennsilvania.[32]
- The Homecoming (1922), War Memorial, Hills Road, Cambridge.
- The Victor (1925), War Memorial, Woodbury, New Jersey.
- Edgar Fahs Smith (1925–26), Universidad de Pennsilvania.
- Scots American War Memorial (1927), Princes Street Gardens, Edimburgo.
- General James Wolfe (1927), Greenwich Park, Londres.
- Busto del general John Grubb Parke (1930), Vicksburg National Military Park, Vicksburg, Misisipi.[33]
- Busto del gobernador Andrew G. Curtin (1930), Vicksburg National Military Park, Vicksburg, Misisipi.[34]
- World Wars Monument (1932), Girard College, Filadelfia.[35]
- Monumento a Jane A. Delano y las enfermeras que murieron en acto de servicio durante la Primera Guerra Mundial (1933), sede nacional de la Cruz Roja Americana, Washington D. C.
- Rejoice Young Man in Thy Youth (1936), medallón n.º 13 de la Society of Medalists.
- Highlander Monument (1936), Darien (Georgia).[36]

### El Scout Ideal
Su escultura más famosa es The Ideal Scout (1937), también conocida como The Boy Scout. La estatuilla original de 1915 se halla en el Museo de Arte de Filadelfia. La primera pieza fundida a tamaño completo se situó delante del Cradle of Liberty Council de Filadelfia en 1937 y permaneció allí hasta 2013. Copias de la estatua pueden encontrarse en varias sedes de los Boy Scout de Estados Unidos y en el parque londinense de Gilwell Park.
|                                                                  |
| Benjamin Franklin in 1723 (1910–14), University of Pennsylvania. |

|                                               |
| The Homecoming (1922), Cambridge, Inglaterra. |

|                                            |
| The Victor (1925), Woodbury, Nueva Jersey. |

|                                                         |
| Edgar Fahs Smith (1925–26), University of Pennsylvania. |

|                                                  |
| General James Wolfe (1927), Londres, Inglaterra. |

|                                                |
| Jane Delano Monument (1933), Washington, D. C. |